# Teofilów-Wielkopolska
Teofilów-Wielkopolska – osiedle administracyjne w północno-zachodniej Łodzi, w dawnej dzielnicy Bałuty, zamieszkiwane przez 47 104 osoby.  

## Położenie i granice
Osiedle Teofilów-Wielkopolska jest położone w dawnej dzielnicy Bałuty, w północno-zachodniej części Łodzi. Południowa granica przebiega po granicy dzielnicy Bałuty, mniej więcej równoleżnikowo od ulicy Szczecińskiej na wysokości ulicy Zadraż do linii kolejowej nr 16, którą kieruje się na południe do ulicy Drewnowskiej. Granice wschodnią osiedla stanowi Aleja Włókniarzy, granicę północną ulica Aleksandrowska, a zachodnią Szczecińska. 

## Charakter osiedla
Obejmuje ono mieszkalne części osiedli Teofilów (część przemysłowa - Teofilów Przemysłowy, wchodzi w skład osiedla Bałuty Zachodnie) oraz Żabieniec. Osiedla te rozdziela linia kolejowa nr 15 w relacji Łódź Kaliska - Zgierz.
Żabieniec był małą wsią w gminie Radogoszcz, wchłoniętą do Łodzi podczas okupacji niemieckiej jako część dzielnicy Radegast. Obecnie północna część osiedla wchodzi w skład Teofilowa Przemysłowego, zaś południową, mieszkalną część stanowią dwa blokowiska: osiedle Wielkopolska w rejonie ulic Woronicza, Wielkopolskiej i Turoszowskiej; oraz osiedla im. Mikołaja Reja w rejonie ulicy Żubardzkiej.
Po zachodniej stronie torów kolejowych znajduje się osiedle Teofilów – wielki zespół mieszkaniowy (blokowisko z wielkiej płyty) powstałe w latach 70. XX wieku na terenie dawnej wsi Grabieniec. Osiedle podzielone jest na trzy mniejsze części:
- Teofilów A - osiedle im. Władysława Reymonta - na wschód od Traktorowej
- Teofilów B - osiedle im. Stefana Żeromskiego - na zachód od Traktorowej i na wschód od ulicy Kaczeńcowej
- Teofilów C - osiedle im. Marii Konopnickiej - od ul. Kaczeńcowej do ul. Wici oraz tzw. osiedle Rogatka i domy szeregowe pomiędzy ulicami Wici a Szczecińską.

Teofilów A i B to blokowiska z dominującą zabudową bloków mieszkalnych cztero- lub jedenastopiętrowych, zaś na Teofilowie C dominuje zabudowa szeregowa podobnie jak na Smulsku koło Retkinii.

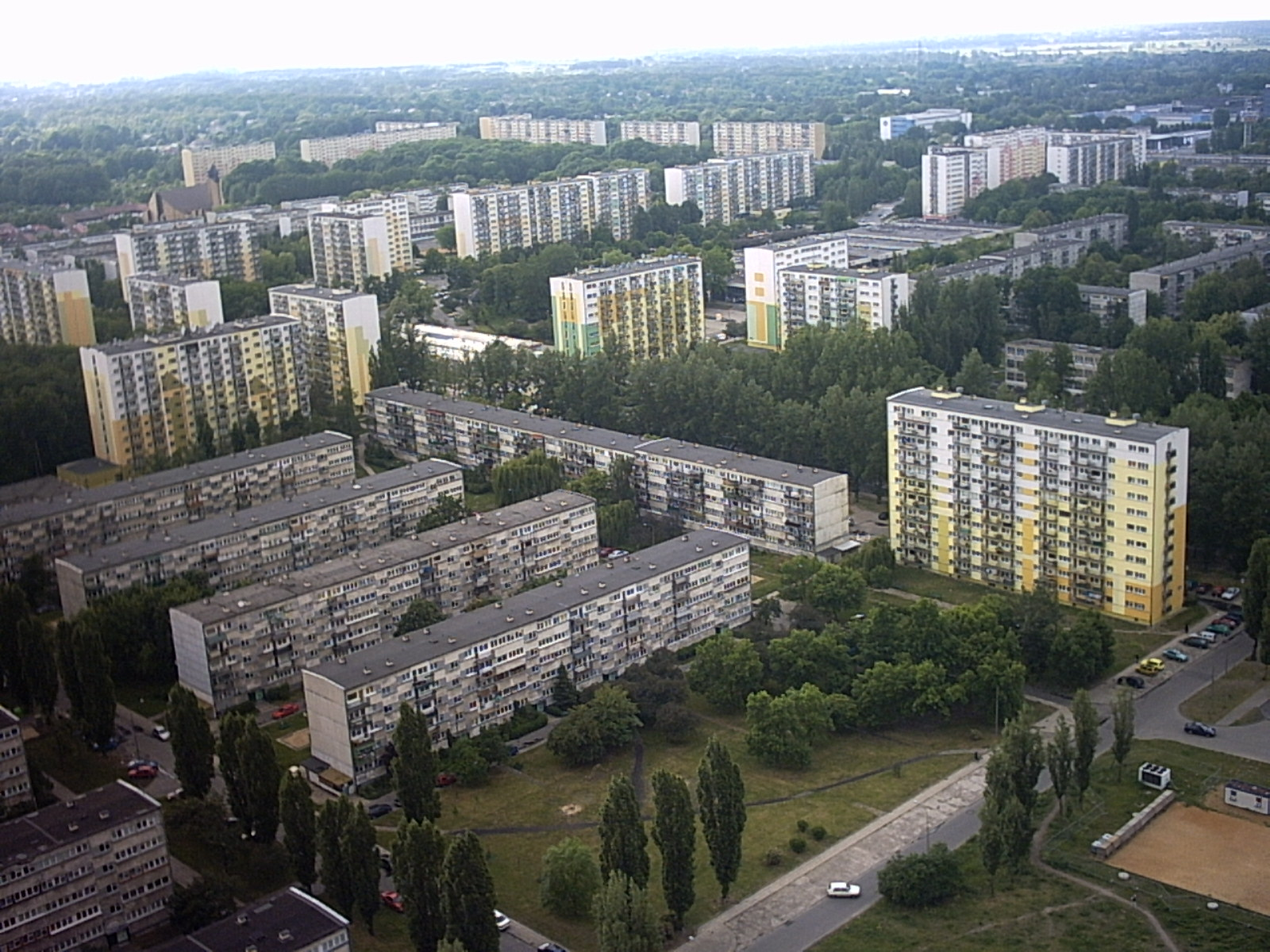
Blokowisko na Teofilowie.

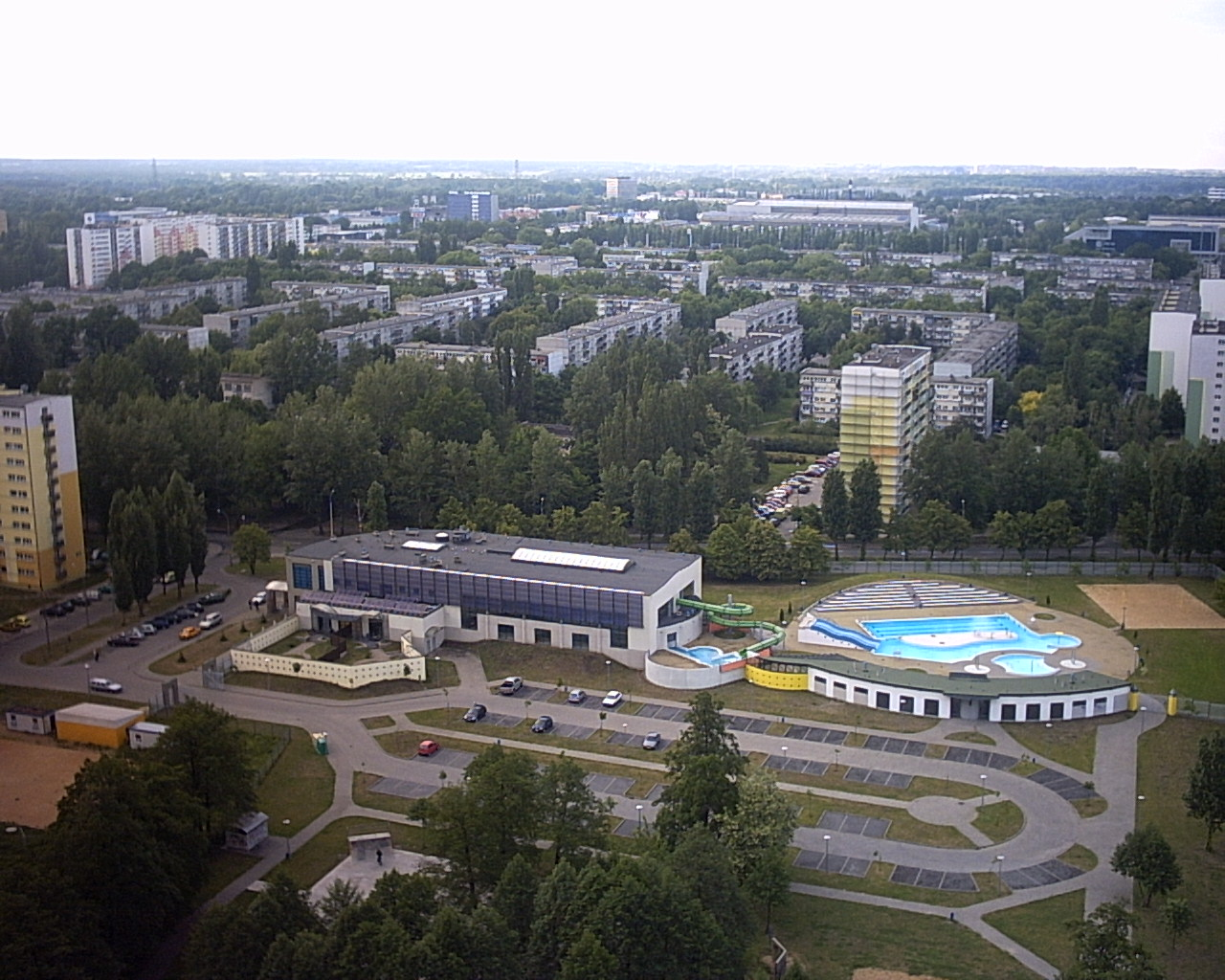
Kompleks rekreacyjno-wypoczynkowy "Wodny Raj". W tle osiedle Teofilów B.

### Handel
Na terenie osiedli Teofilów i Żabieniec znajduje się około 50 pawilonów handlowych w tym markety sieci Stokrotka, Aldi, Carrefour, Lidl czy Biedronka oraz rynek przy ulicy Wielkopolskiej i przy ulicy Rydzowej.

### Oświata
Na osiedlu Teofilów-Wielkopolska funkcjonuje kilka przedszkoli, trzy żłobki miejskie oraz 6 szkół podstawowych:
- Szkoła Podstawowa nr 3 im. mjr Henryka Dobrzańskiego "Hubala"
- Szkoła Podstawowa nr 48 im. Stanisława Moniuszki
- Szkoła Podstawowa nr 71 im. Henryka Sienkiewicza
- Szkoła Podstawowa nr 56 im. Bronisława Czecha
- Szkoła Podstawowa nr 182 im. Tadeusza Zawadzkiego "Zośki"
- Szkoła Podstawowa nr 84 im. Generała Józefa Bema

Ponadto działają tam inne placówki oświatowe: Akademia Techników Medycznych, Zespół Szkół Specjalnych nr 5,  Zespół Szkół Rzemiosła im. Jana Kilińskiego, Zespół Europejskich Szkół Niepublicznych, Ogólnokształcące Liceum Mundurowe, Zespół Szkół Muzycznych im. S. Moniuszki, Zespół Szkół Społecznych ŁSSO nr 4 oraz Zespół Szkół Katolickich im. Jana Pawła II.

### Parki

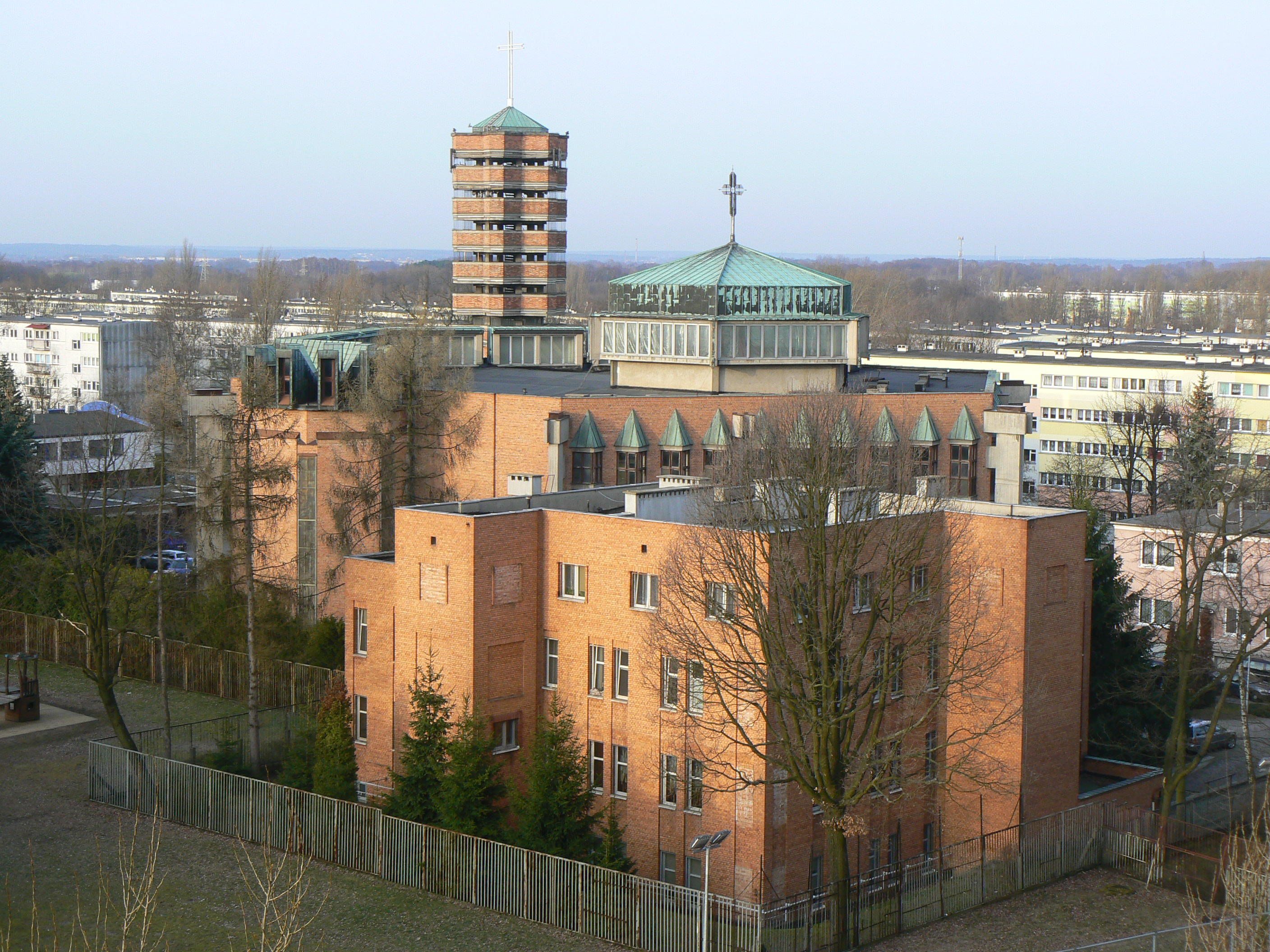
Kościół pw. Matki Boskiej Bolesnej.

Osiedle Teofilów z założenia było projektowane na bazie utopijnej koncepcji miasta linearnego (pasmowego) Arturo Soria y Mata, dlatego też nie brakuje w nim obszarów zieleni, przede wszystkim niewielkich parków i skwerów:
- Park im. gen. Władysława Andersa
- Park Kielecki
- Park im. Stefana Żeromskiego
- Park Piastowski
- Skwer Olszynki Grochowskiej

Na osiedlu Żabieniec znajduje się zaś park przy Żubardzkiej.

### Kultura, sport i rekreacja
Teofilów-Wielkopolska jest bogatym we wszelkiego rodzaju obiekty kultury, sportu i rekreacji. Znajdują się tam ośrodki sportowo-rekreacyjne, m.in.: kompleks wodno-wypoczynkowy „Wodny Raj”. Ponadto działa Klub Sportowy „Elta” Łódź. Znajdują się tutaj również 2 domy kultury. Ponadto na osiedlu znajduje się kilka kompleksów rodzinnych ogródków działkowych.

### Religia
Na osiedlu Teofilów-Wielkopolska znajdują się cztery kościoły parafialne:
- Kościół pw. Chrystusa Odkupiciela na Żabieńcu;
- Kościół pw. Niepokalanego Serca Najświętszej Maryi Panny i św. Antoniego Marii Klareta na Teofilowie A;
- Kościół pw. Matki Boskiej Bolesnej na Teofilowie B;
- Sanktuarium Miłosierdzia Bożego na Teofilowie C.

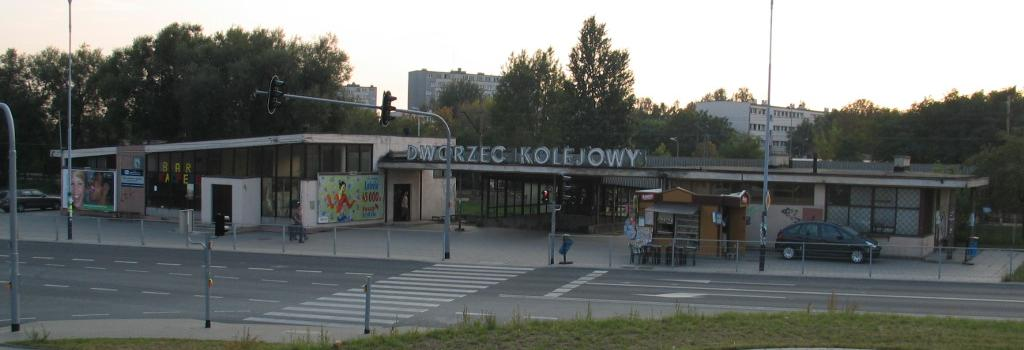
Dworzec kolejowy Łódź Żabieniec.

### Komunikacja
Osiedle jest dobrze skomunikowane z resztą miasta dzięki położeniu przy drodze krajowej nr 72 - ulicy Aleksandrowskiej (głównej wylotówce na Aleksandrów Łódzki). Osiedle mieszkalne Żabieniec położone jest między ulicami Aleksandrowską i Włókniarzy, a linią kolejowej nr 15. Jego główną ulicą jest Wielkopolska ze swoim przedłużeniem - ulicą Woronicza oraz ulica Żubardzka. Osiedle Teofilów zaś znajduje się w kwartale ulic Szczecińskiej, Aleksandrowskiej i Rojnej oraz linii kolejowej nr 15. Jest poprzecinane licznymi drogami o osi północ-południe - ulice: Wici, Rydzowa, Kaczeńcowa i Traktorowa. Jedynym połączeniem drogowym między osiedlami jest wiadukt na ulicy Aleksandrowskiej, dlatego postulowano podzielenie osiedla na dwa osobne: Teofilów i Żabieniec. 
Na terenie osiedla znajduje się stacja kolejowa Łódź Żabieniec, na której zatrzymują się m.in. pociągi Łódzkiej Kolei Aglomeracyjnej. Położona jest na linii kolejowej nr 15 w relacji Łódź Kaliska - Zgierz, pomiędzy stacją Łódź Kaliska i przystankiem Łódź Radogoszcz Zachód. 
Na terenie osiedla znajdują się pętle tramwajowe: Dworzec Łódź Żabieniec oraz Teofilów (dawniej Szczecińska). Kursują tutaj tramwaje linii 2, 5, 8, 13 i 16. Do lat 90. XX w. kursował tędy tramwaj do Aleksandrowa (linia podmiejska nr 44), jednak współcześnie torowisko kończy się na pętli Kochanówka (na wysokości ulicy Chochoła).
Przez Teofilów kursują liczne linie autobusowe MPK: 76, 78, 83, 84 (warianty A i B), 96 oraz linie nocne: N1 (warianty A i B) i N3 (warianty A i B). Ponadto przez osiedle przebiega trasa linii autobusowej MUK Zgierz nr 6.